# Peter Mauclerc

Wappen Peters

Peter von Dreux oder Peter von Braine, genannt Mauclerc (schlechter Kleriker) (* 1191; † 6. Juli 1250), war aus dem Recht seiner Frau, bzw. des gemeinsamen Sohnes Herzog von Bretagne von 1213 bis 1237 und Earl of Richmond von 1219 bis 1235.
Er war der zweite Sohn von Graf Robert II. von Dreux und Braine und Jolanthe von Coucy. Über seinen Vater war Peter ein Angehöriger der französischen Herrscherdynastie der Kapetinger, abstammend von König Ludwig VI. dem Dicken von Frankreich.
Anfangs war er für eine Karriere im Klerus vorgesehen, gab sie aber auf, woher auch sein Beiname Mauclerc – malus clericus – stammt. Als Erinnerung an diese Zeit gilt auch die (heraldisch) rechte Ecke in seinem Wappen, die in dieser Art dem Klerus vorbehalten war. In diesem Wappenzusatz nahm er das stilisierte Hermelin, das Symboltier der Bretagne, auf.

## Biographie

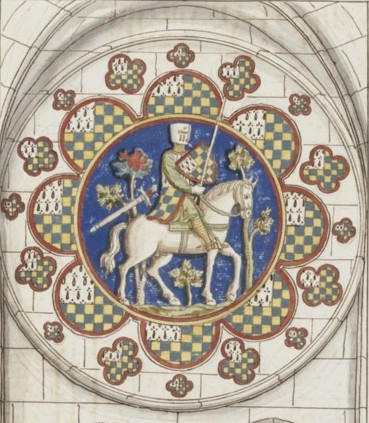
Peter Mauclerc, Darstellung nach einem Fenster der Kathedrale von Chartres

1213 wurde Peter auf Geheiß seines Vetters und französischen Königs, Philipp II. August, mit der Herzogin der Bretagne, Alix von Thouars, deren Vater zuvor gestorben war, verheiratet. Peter wurde dadurch aus dem Recht seiner Frau selbst ein Herzog der Bretagne. Der König beabsichtigte mit Peters Ernennung, das Herzogtum näher an das französische Königtum heranzuführen und es zugleich aus dem Einflussbereich des Hauses Plantagenet und deren sogenanntem angevinischen Reich zu lösen. Folglich unterstützte Peter seinen Vetter in dessen Kampf gegen den zu den Plantagenets gehörigen Johann Ohneland und kämpfte 1214 mit dem späteren König Ludwig VIII. dem Löwen bei La Roche-aux-Moines. 1216 begleitete er den Kronprinzen auch bei dessen Invasion in England, die allerdings im September des Jahres scheiterte.
1219 wurde Peters Frau in der englischen Grafschaft Richmond investiert, wodurch sich Peter aus deren Recht als Earl of Richmond titulierte. Dadurch geriet er in ein doppeltes Vasallenverhältnis, durch das er seine Position zu Frankreich zunehmend lockerte. Erneut im Gefolge des Kronprinzen Ludwig nahm Peter 1219 an der Eroberung von Marmande und der Belagerung von Toulouse während des Albigenserkreuzzugs teil. Nach seiner Rückkehr in die Bretagne unterdrückte er einen Aufstand bretonischer Adliger. Nach dem Tod seiner Ehefrau (1221) wurde er Regent des Herzogtums (sowie Richmonds) im Namen seines unmündigen Sohnes Johann. 1224 half er dem nunmehrigen König Ludwig VIII. bei seinem Kampf gegen den Plantagenet Heinrich III. von England (Belagerung von Niort und La Rochelle).

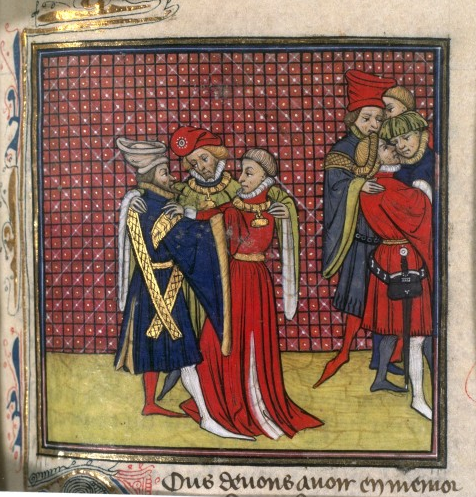
Theobald von Champagne, Peter Mauclerc von Bretagne und Hugo von Lusignan verschwören sich gegen die Regentin Blanche von Kastilien.

In dieser Zeit avancierte Peter zum Kopf einer Opposition des französischen Lehnsadels gegen die Krone. Diese kam aufgrund des Erstarkens des Königtums in den vorangegangenen Jahren zustande, in dem die Lehnsfürsten eine Bedrohung ihrer eigenen Macht erkannten. Ihren Unmut darüber machten die Fürsten während eines erneuten Kreuzzuges des Königs in den Süden deutlich, als sie das königliche Heer bei der Belagerung von Avignon 1226 mit ihren Aufgeboten verließen, nachdem die vorgeschriebene Vierzigtagefrist für eine Kreuzzugsbeteiligung abgelaufen war. Obwohl dazu berechtigt, wurde dies vom königlichen Hof als ein Akt des Verrats wahrgenommen. Nach dem Tod des Königs im selben Jahr blieben Peter und seine Anhänger der Krönung des unmündigen Königs Ludwig IX. demonstrativ fern, da sie die Regentschaft der Königinmutter Blanka von Kastilien ablehnten. In den zu erwartenden militärischen Auseinandersetzungen ging Peter sogar mit dem englischen Prinzen Richard von Cornwall ein Bündnis ein. Die Regentin konnte der Opposition aber im Januar 1227 durch eine geschickte Diplomatie entgegnen, indem sie den mächtigen Grafen Theobald IV. von Champagne auf ihre Seite ziehen konnte. Dadurch erheblich geschwächt mussten sich die Rebellen am 16. März 1227 in Vendôme unterwerfen, Prinz Richard kündigte das Bündnis auf und zog sich nach England zurück.
Peter nahm den Kampf noch im selben Jahr wieder auf, indem er versuchte, sich in Montlhéry der Person des Königs zu bemächtigen, was aber durch das rechtzeitige Eingreifen der Regentin verhindert wurde. Nach Missachtung einer Vorladung an den königlichen Hof in Melun am 31. Dezember 1227 verbündete er sich mit Philipp Hurepel, dem Onkel des Königs, und Enguerrand III. de Coucy. Der Kampf wurde zunehmend gegen den Grafen von Champagne geführt, der nun als Beschützer der Regentin auftrat. Nachdem die königliche Partei dort die Oberhand gewonnen hatte, ging Peter ein Bündnis mit dem englischen König ein und huldigte ihm im Oktober 1229 für die Bretagne. Sich dadurch der Felonie schuldig machend beschleunigte er damit allerdings den Zerfall der Opposition, da seine Anhänger diesen Schritt nicht mittrugen und sich nacheinander der Krone unterwarfen. Nachdem König Ludwig IX. mit einem überlegenen Heer mehrere Burgen in der Bretagne einnahm und der englische König Heinrich III. nach seinem Feldzug in die Bretagne sich im Oktober 1230 ohne nennenswertem Kampf nach England zurückzog, gab Peter 1231 den Kampf endgültig auf. 1235 beendete er auch seine Allianz mit England und musste daher den Verlust von Richmond hinnehmen.
1237 verlor Peter seine Machtbasis, nachdem sein Sohn mündig wurde und damit in der Bretagne die Regierung übernehmen konnte. Ihm blieb nur noch die Herrschaft über La Garnache und Montaigu, er selbst nannte sich seither „Ritter von Braine“. Während seiner Herrschaft in der Bretagne trieb Peter die Stärkung der herzoglichen Gewalt voran, verbesserte das Kanzleiwesen und intensivierte das Fiskalsystem. Wegen der Beschneidung kirchlicher Rechte geriet er mit dem bretonischen Klerus in Konflikt, den auch seine Nachfolger weiterführten.
1239 bis 1240 nahm Peter am Kreuzzug der Barone ins Heilige Land teil, wo er Anfang November 1239 ein siegreiches Gefecht gegen die damaszenischen Ayyubiden kommandierte. Zurück in Frankreich errang er einige Seesiege gegen die Engländer (1242 und 1243). 1249 begleitete er König Ludwig IX. auf dem Sechsten Kreuzzug. Nach der Einnahme von Damiette im Juni 1249 sprach er sich für einen Zug gegen Alexandria aus, was aber abgelehnt wurde. Am 8. Februar 1250 gehörte er zur Vorhut des Grafen Robert I. von Artois und nahm daher an der verhängnisvollen Erstürmung von al-Mansura teil. Peter war einer der wenigen, die sich lebend aus der Stadt retten konnten; ein Schwertstreich quer über sein Gesicht hatte ihn schwer verletzt. Am 6. April 1250 geriet er ebenfalls in die Gefangenschaft der Mameluken, in der er erkrankte. Nach der Freilassung im Juli desselben Jahres begab er sich zusammen mit dem Grafen Alfons von Poitiers auf die Rückreise nach Frankreich. Er starb dabei auf See. Peter wurde in der Gruft seiner Familie in der Abtei Saint-Yved in Braine begraben.
Peter hatte aus seiner ersten Ehe mit Alix drei Kinder:
- Johann I. der Rote (* 1217, † 1286), Herzog von Bretagne
- Yolande (* 1218, † 1272), Gräfin von Penthièvre ⚭ 1235 Hugo XI. von Lusignan (1221–1250), Graf von La Marche und Angoulême
- Arthur (* 1220, † 1224)

In zweiter Ehe war Peter mit Margarethe, Tochter des Moritz II. Herr von Montaigu, verheiratet. Mit ihr hatte er einen Sohn:
- Olivier I. (* 1231, † 1279), Herr von Machecoul; ⚭ Eustachie de Vitré, † 1288, Tochter von André III., Sire de Vitré (Haus Vitré)